# Trachyopella artivena
Trachyopella artivena is een vliegensoort uit de familie van de mestvliegen (Sphaeroceridae). De wetenschappelijke naam van de soort is voor het eerst geldig gepubliceerd in 1986 door Rohacek & Marshall.